# Rantau Kasai
Rantau Kasai is een bestuurslaag in het regentschap Empat Lawang van de provincie Zuid-Sumatra, Indonesië. Rantau Kasai telt 664 inwoners (volkstelling 2010).